# Carlos Gutiérrez (ur. 1999)
Carlos Gutiérrez Estefa (ur. 5 lutego 1999 w mieście Meksyk) – meksykański piłkarz występujący na pozycji skrzydłowego.